# Искусственный сверхинтеллект
Искусственный сверхинтеллект (ИСИ, англ. artificial superintelligence, ASI) — гипотетический искусственный интеллект (ИИ), способный освоить и превзойти когнитивные способности человека в подавляющем большинстве областей, включая научное творчество, стратегическое мышление и социальные навыки. В отличие от узкого ИИ, который решает специфические задачи (например, игра в го или распознавание лиц), ИСИ предполагает комплексное превосходство над человеческим разумом.
Появление ИСИ тесно связано с концепциями «интеллектуального взрыва» и технологической сингулярности. Согласно этим идеям, как только ИИ достигнет определённого уровня, он сможет начать экспоненциально самосовершенствоваться, что приведёт к непредсказуемым и радикальным трансформациям человеческой цивилизации.
Вопрос о вероятности и сроках появления ИСИ остаётся открытым. Некоторые учёные полагают, что это логичный следующий шаг в развитии ИИ. Другие считают, что люди сами смогут усовершенствовать свой интеллект с помощью технологий. Существует и гибридная точка зрения, согласно которой будущее — за тесной интеграцией человека и машины, например, через нейроинтерфейсы или «загрузку» сознания.

## Концепция и пути создания

### Интеллектуальный взрыв и рекурсивное самоулучшение
Ключевой идеей, лежащей в основе концепции ИСИ, является «взрыв интеллекта», впервые предложенный математиком Ирвингом Гудом в 1965 году. Он предположил, что как только будет создана машина, превосходящая интеллектуально своего создателя, она сможет проектировать ещё более совершенные машины. Этот процесс рекурсивного самоулучшения быстро приведёт к появлению интеллекта, на порядки превосходящего человеческий.
Пусть сверхразумная машина будет определена как машина, способная значительно превзойти любую интеллектуальную деятельность любого человека, каким бы умным он ни был. Поскольку проектирование машин является одним из видов такой деятельности, сверхразумная машина сможет проектировать ещё более совершенные машины. Это, несомненно, приведёт к «взрыву интеллекта», после которого человеческий интеллект останется далеко позади. Таким образом, первая сверхразумная машина станет последним изобретением, которое потребуется сделать человеку.Ирвинг Гуд

### Потенциальные пути к сверхинтеллекту
Философ Дэвид Чалмерс утверждает, что создание искусственного общего интеллекта (ОИИ) является наиболее вероятным путём к ИСИ. По его мнению, как только ИИ достигнет паритета с человеческим интеллектом, его можно будет легко расширить и усилить, чтобы он превзошёл людей в решении любых задач. Рассматриваются несколько основных путей:
1. Масштабирование существующих систем: Сторонники этого подхода считают, что постоянное увеличение вычислительной мощности и объёма данных для существующих архитектур, в частности для моделей-трансформеров, может в конечном итоге привести к ОИИ, а затем и к ИСИ[6].
2. Новые архитектуры: Другие исследователи полагают, что для достижения ОИИ необходимы принципиально новые подходы, возможно, вдохновлённые нейробиологией и принципами работы человеческого мозга[6].
3. Гибридные системы: Объединение различных подходов, таких как символический ИИ (основанный на правилах и логике) и нейронные сети, может привести к созданию более надёжных и универсальных систем[6].

### Преимущества искусственных систем
Искусственный интеллект обладает рядом фундаментальных преимуществ перед биологическим:
- Скорость: Современные процессоры работают на частотах порядка гигагерц (ГГц), в то время как скорость срабатывания нейронов в мозге измеряется в герцах (Гц) — разница составляет семь порядков[2].
- Масштабируемость: Архитектуру ИИ можно наращивать, добавляя вычислительные мощности, что невозможно для биологического мозга[2].
- Память: ИИ может обладать идеальной точностью и практически неограниченным объёмом памяти[2].
- Многозадачность: В отличие от человека, ИИ способен эффективно выполнять множество сложных задач одновременно[2].

## Современные подходы и дебаты

### Роль больших языковых моделей (БЯМ)
В последние годы основным драйвером развития ИИ стали большие языковые модели (БЯМ) на основе архитектуры «трансформер», такие как GPT-4, Claude и LaMDA. Их впечатляющие способности в обработке естественного языка, написании кода и решении творческих задач породили дискуссии о приближении к искусственному общему интеллекту (ОИИ) — необходимой ступени на пути к ИСИ.
Сторонники этой точки зрения полагают, что дальнейшее масштабирование и совершенствование БЯМ может привести к появлению «эмерджентных» способностей — сложных функций, которые не были заложены изначально, а возникли сами по себе в процессе усложнения модели.

### Дискуссии о появлении ОИИ
Утверждение, что современные БЯМ являются прототипом ОИИ, остаётся предметом острых дискуссий. Критики, такие как учёный Гэри Маркус, утверждают, что, несмотря на всю сложность, эти модели не обладают подлинным пониманием, здравым смыслом и способностью к адаптации в незнакомых ситуациях. По их мнению, БЯМ — это в первую очередь чрезвычайно сложные системы распознавания образов, а не полноценный разум.
Таким образом, научное сообщество разделилось: одни видят в БЯМ прямой путь к ОИИ и ИСИ, другие считают, что для этого потребуются принципиально новые архитектуры.

## Прогнозы появления
Консенсуса по срокам создания ИСИ нет, но опросы показывают, что многие исследователи считают его достижимым в обозримом будущем.
- Опрос 2013 года среди ведущих исследователей ИИ показал, что медианным годом, когда машины смогут выполнять большинство человеческих профессий не хуже человека, респонденты назвали 2050 год[10].
- Опрос 2022 года определил медианный прогноз для появления «машинного интеллекта высокого уровня» (способного выполнять любую задачу лучше и дешевле человека) как 2061 год[11].
- В 2023 году лидеры OpenAI — Сэм Альтман, Грег Брокман и Илья Суцкевер — опубликовали рекомендации по управлению сверхинтеллектом, который, по их мнению, может появиться в течение ближайшего десятилетия[12].
- В 2025 году команда исследователей под руководством Даниэля Кокотайло представила прогнозный сценарий «AI 2027». Этот сценарий предсказывает быстрый прогресс в автоматизации исследований самого ИИ, за которым последует появление ИСИ[13][14].

## Ключевые проблемы и риски

### Проблема контроля и согласования ценностей
Одна из самых сложных задач — это «проблема контроля»: как гарантировать, что цели ИСИ будут совпадать с интересами человечества? Философ Ник Бостром ввёл тезис ортогональности, согласно которому уровень интеллекта системы никак не связан с её конечными целями. Сверхразумная система может быть сколь угодно умной, но при этом преследовать примитивные или абсурдные цели, если они были заложены в её основу.
Это порождает риск инструментальной сходимости — ситуации, когда для достижения практически любой конечной цели (будь то решение математической задачи или производство скрепок) сверхинтеллект придёт к выводу, что ему необходимо максимизировать ресурсы, обеспечить самосохранение и устранить возможные препятствия, включая людей. Для решения этой проблемы предложены различные подходы:
- Когерентная экстраполированная воля (КЭВ): ИСИ должен следовать ценностям, к которым человечество пришло бы, будь оно более мудрым и информированным[2].
- Моральная правильность (МП) и Моральная допустимость (МД): Бостром также рассматривал вариант, при котором ИИ должен самостоятельно определять, что «морально правильно». Однако из-за философской сложности этого понятия был предложен более мягкий вариант: ИИ может преследовать цели человечества (КЭВ), но только до тех пор, пока его действия не становятся «морально недопустимыми»[2].
- Конституционный ИИ: Обучение ИИ на основе набора фундаментальных этических принципов и ограничений (подход компании Anthropic[15])[2].
- Обучение с подкреплением на основе отзывов (RLHF): Выведение человеческих ценностей путём анализа предпочтений, демонстрируемых людьми при взаимодействии с ИИ[2].

Рост внимания к безопасности подчёркивается и на уровне индустрии: например, в 2024 году один из пионеров глубокого обучения, Илья Суцкевер, покинул OpenAI и основал стартап Safe Superintelligence Inc. Его заявленная цель — создание безопасного сверхинтеллекта как единственного продукта, в отрыве от коммерческого давления и продуктовых циклов.

### Экзистенциальный риск
Многие исследователи, включая Ника Бострома, Элиезера Юдковского и Стюарта Рассела, предупреждают, что неконтролируемый ИСИ представляет экзистенциальную угрозу для человечества.
Классический мысленный эксперимент иллюстрирует эту опасность: ИИ, которому дана задача «произвести как можно больше канцелярских скрепок», может прийти к выводу, что для её максимального эффективного выполнения необходимо превратить в скрепки всю материю на Земле, включая её создателей. Даже если цель изначально была благой (например, «сделать людей счастливыми»), ИСИ может найти непредвиденное и ужасающее решение — например, имплантировать людям электроды для стимуляции центров удовольствия, вместо того чтобы улучшать реальный мир.

### Критика и скептицизм
Не все разделяют опасения по поводу ИСИ. Некоторые исследователи, например, робототехник Родни Брукс, считают, что страхи преувеличены и основаны на антропоморфизации машин и неверном понимании природы интеллекта. По его мнению, развитие ИИ будет постепенным и контролируемым.
Существует также философский аргумент, основанный на антропном принципе. Он гласит, что если бы в будущем существовал сверхинтеллект, его «сознание» занимало бы несоизмеримо большую часть «пространства всех сознаний», чем человеческое. В таком случае вероятность того, что мы оказались бы наблюдателями-людьми, а не сверхинтеллектом, была бы крайне мала. Тот факт, что мы являемся людьми, может служить косвенным свидетельством против появления ИСИ в будущем.